# Holden Camira
Holden Camira — среднеразмерный автомобиль, выпускавшийся с 1982 по 1989 год компанией Holden. Являлся третьей моделью на платформе J-body, на которой также выпускался Opel Ascona C. Название «Camira» произошло от австралийского слова, обозначающего ветер. Всего было выпущено 151807 моделей.

## JB (1982—1984)
Серия JB была представлена в августе 1982 года в роли преемника Sunbird и Torana. Версия с кузовом универсал была представлена в марте 1983 года. Универсал экспортировался в Великобританию под названием Vauxhall Cavalier. Некоторые Holden Camira также экспортировались на рынки Юго-Восточной Азии, такие как Индонезия и Сингапур. На базе Opel Ascona и Vauxhall Cavalier планировалось производство пятидверного хетчбэка, однако оно не было осуществлено из-за финансовых проблем Holden. Комплектации — SL, SJ, SL/X и SL/E.

Holden Camira JB оснащался 1,6-литровым четврёхцилиндровым карбюраторным двигателем мощностью 64 кВт (86 л. с.). На SL и SL/X устанавливалась четырёхступенчатая механическая трансмиссия, а на SJ и SL/E устанавливалась пятиступенчатая механическая трансмиссия. Опционально на все модели устанавливалась трёхступенчатая автоматическая трансмиссия.

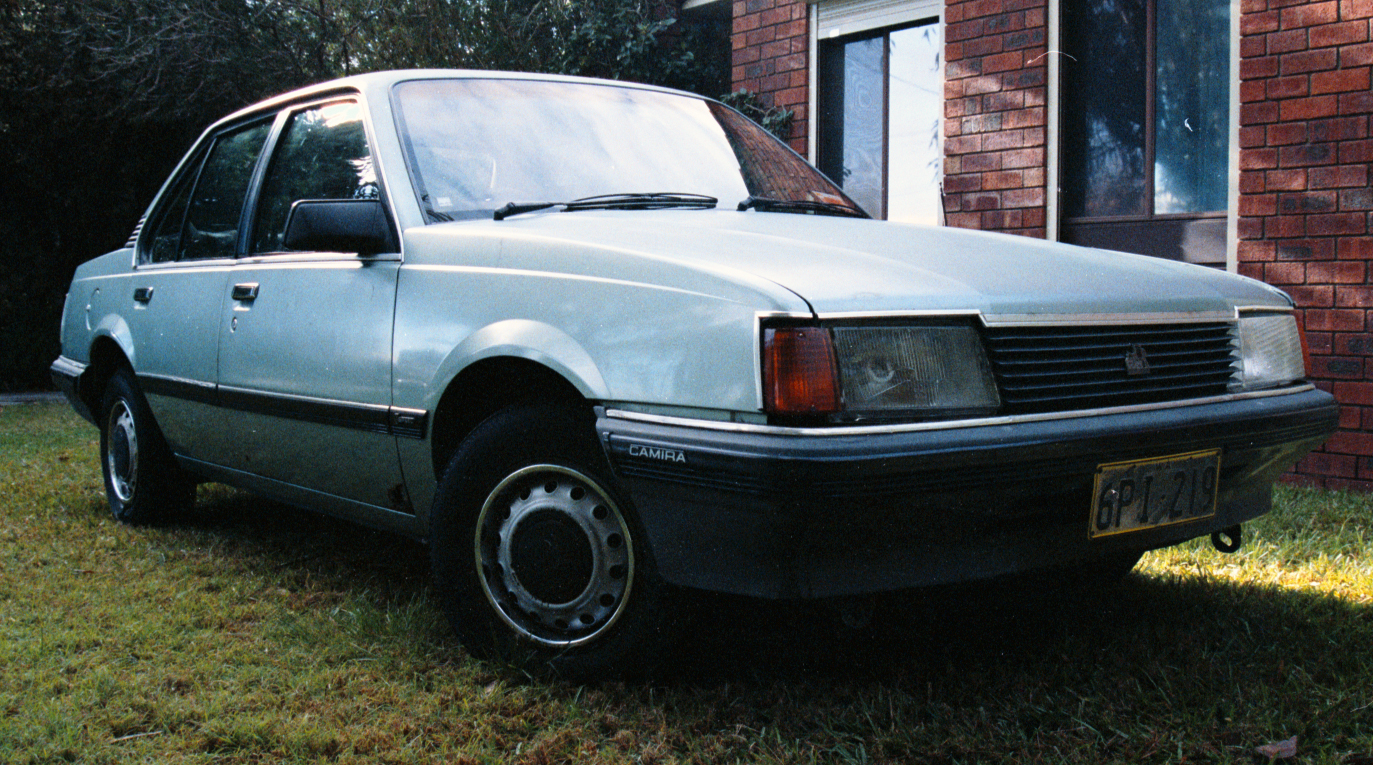
Holden JB Camira (1983)
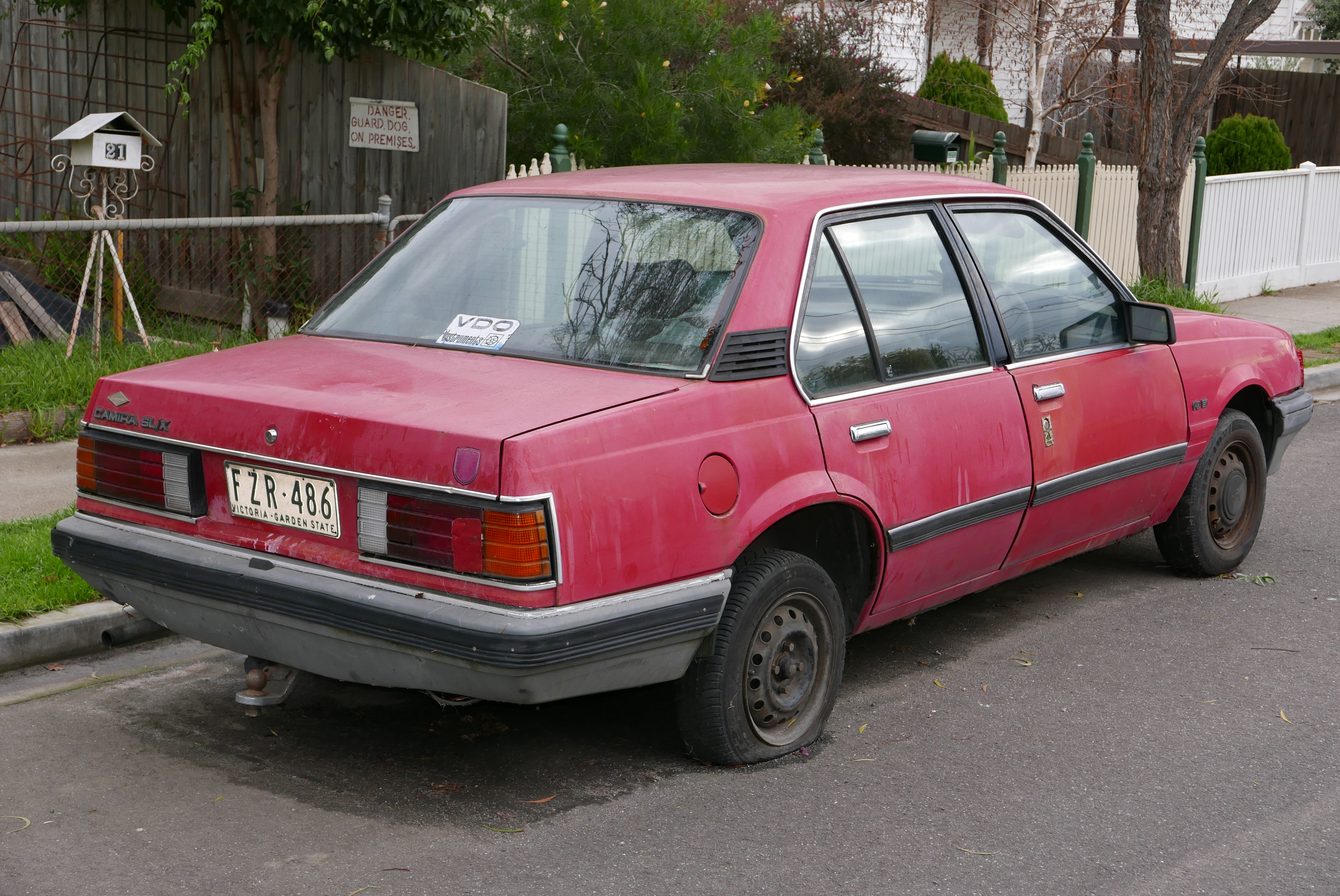
Holden JB Camira SL/X
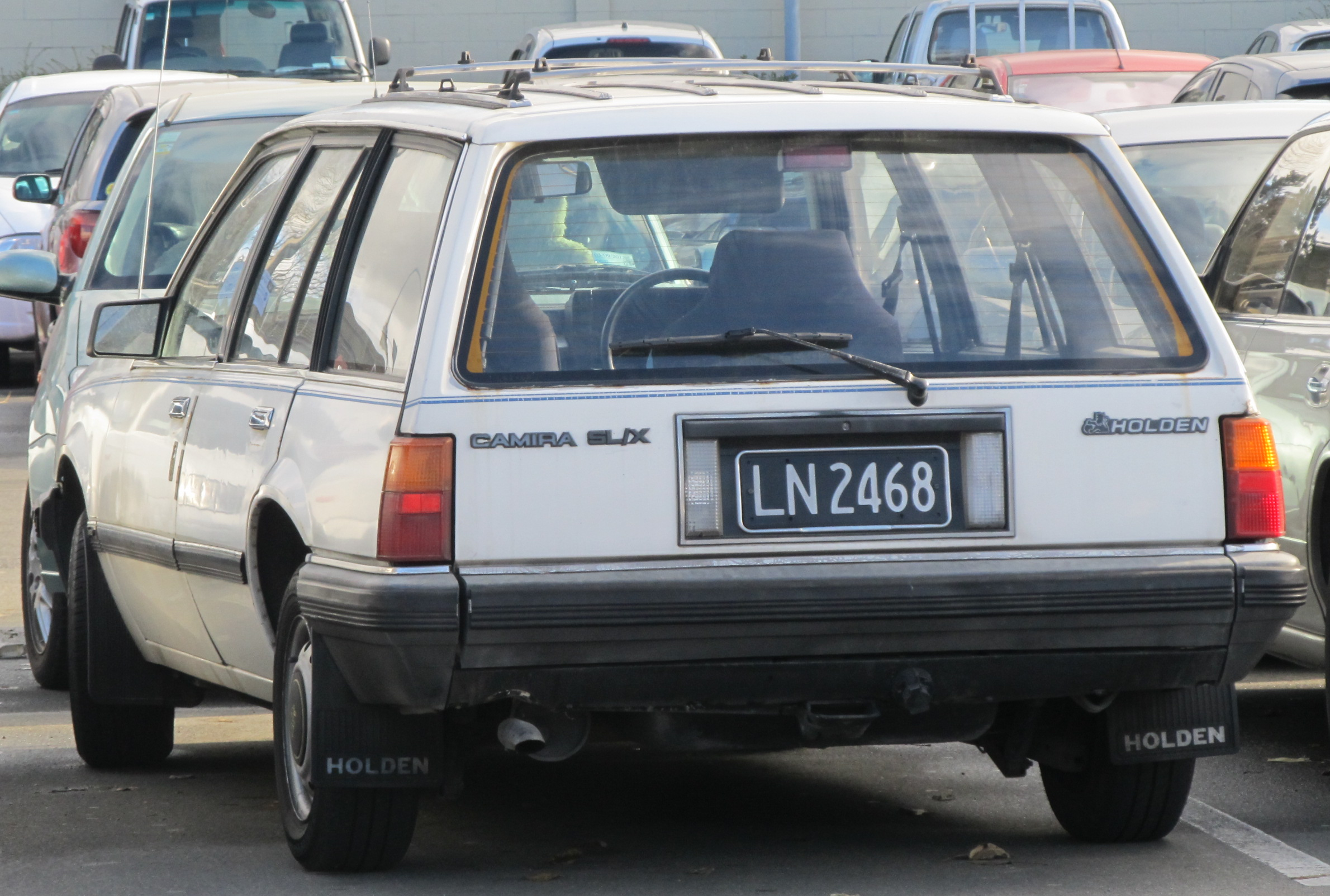
Holden JB Camira SL/X

## JD (1984—1987)
Серия JD впервые была представлена в ноябре 1984 года. В отличие от JB, автомобили имели более аэродинамичную переднюю часть и не имели обычной радиаторной решётки.
Различия были не только косметическими. Объём двигателя был увеличен с 1,6 до 1,8 л. 1,6-литровый двигатель по-прежнему устанавливался на SL, а 1,8-литровый двигатель устанавливался на SL/X и SL/E. Мощность составляла 83 кВт (111 л. с.) при 6200 об/мин. 1,8-литровый двигатель сочетался в паре с пятиступенчатой механической трансмиссией.
В середине 1986 года были введены нормы выбросов, которые требовали, чтобы все автомобили, произведённые в Австралии, работали на неэтилированном бензине. Из моторной гаммы был исключён 1,6-литровый двигатель. В результате от многоточечного впрыска для 1,8-литрового двигателя отказались. Также был установлен каталитический нейтрализатор, снижающий мощность на 20 кВт (27 л. с.) — до 63 кВт (84 л. с.).

Комплектации — SL, SL/X, SL/E, Executive и Formula.

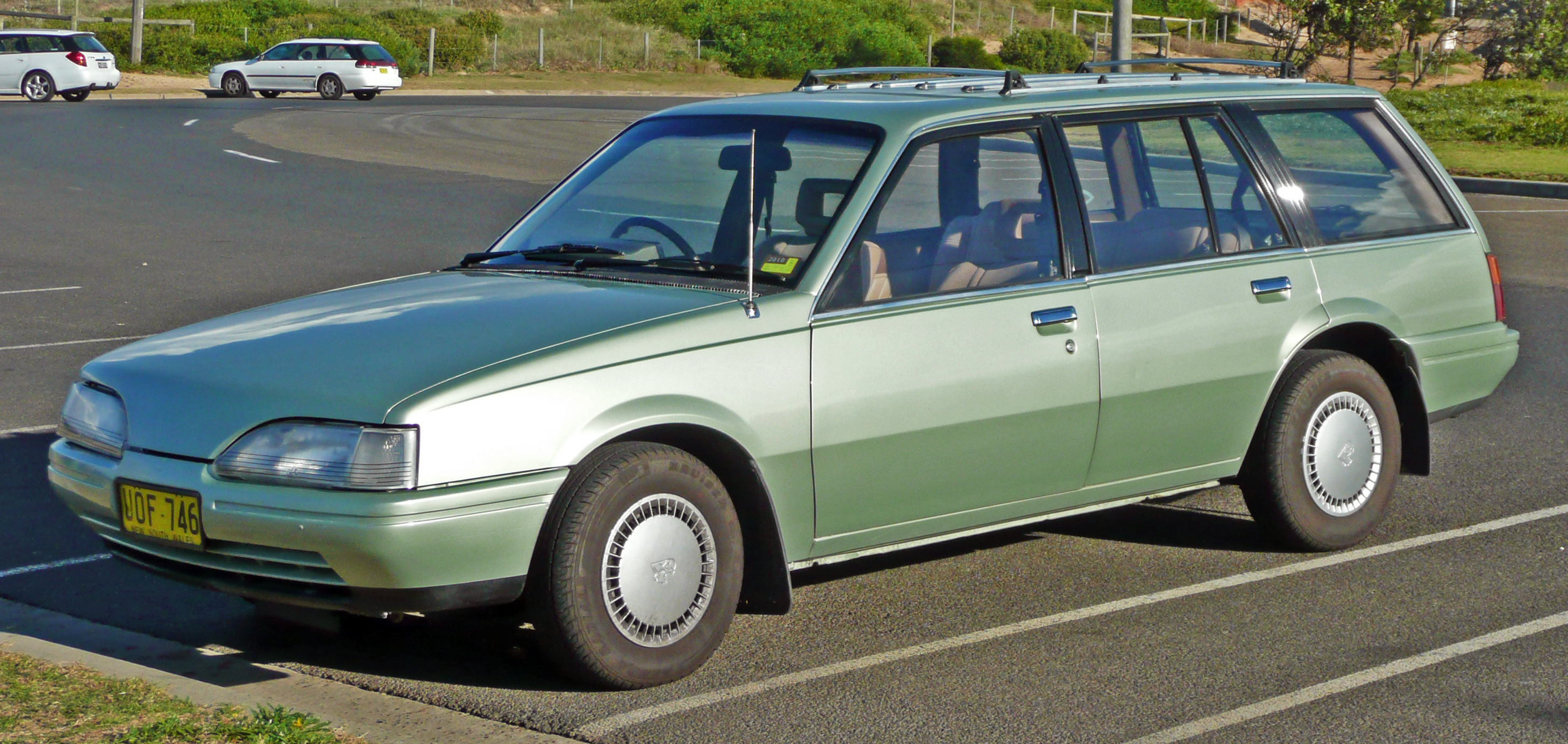
Holden JD Camira SL/X
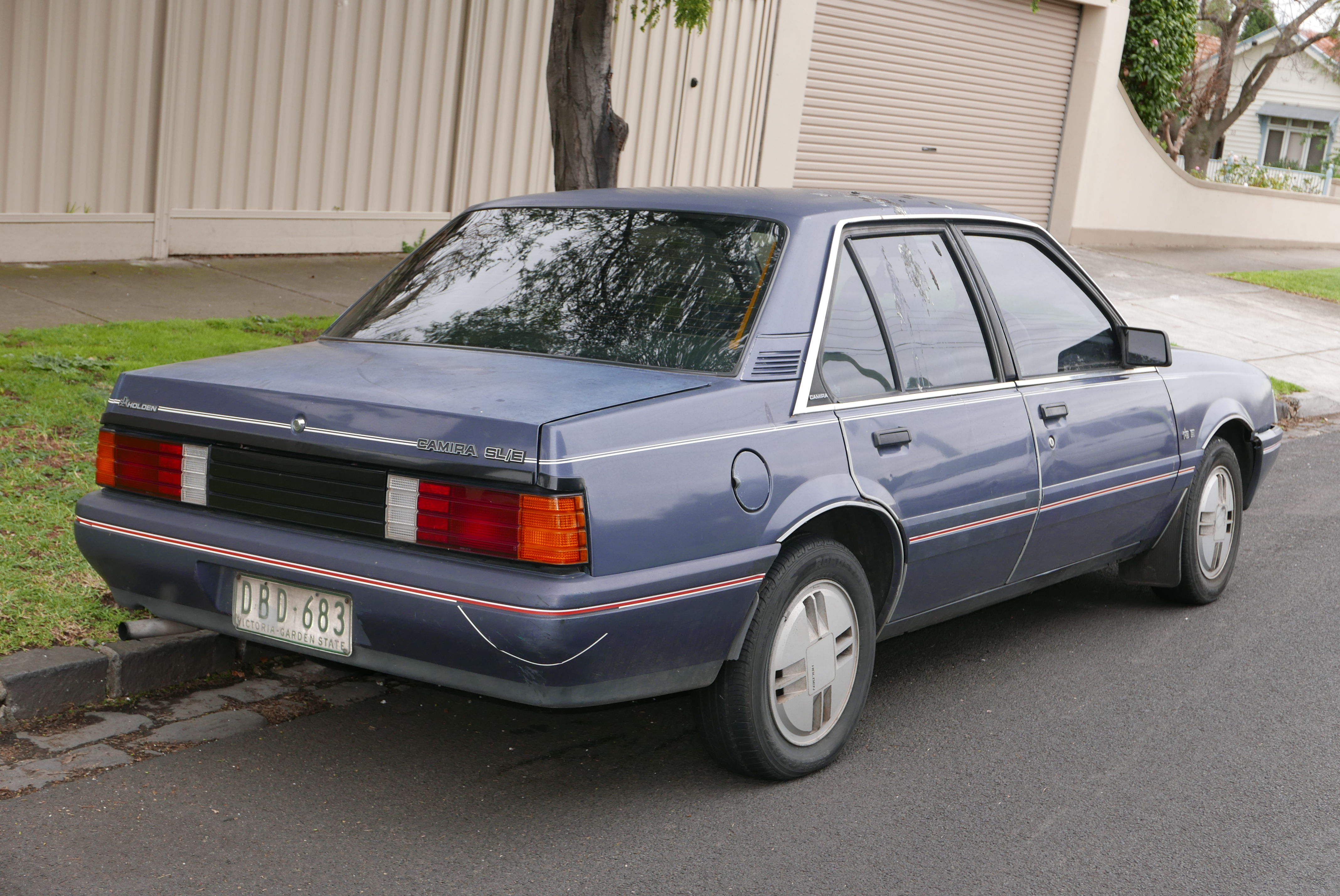
1987 Holden Camira (JD) SL/E
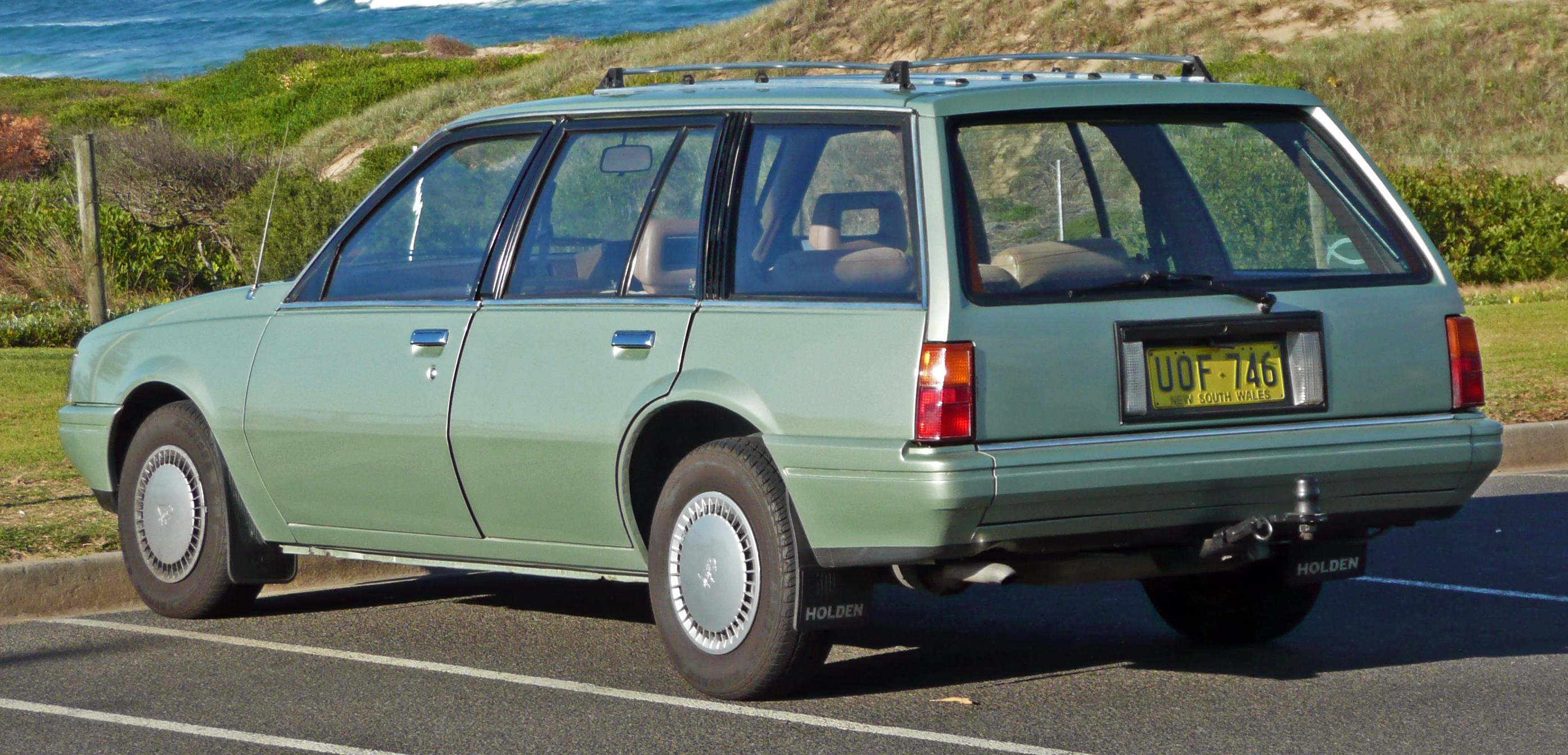
1984—1987 Holden Camira (JD) SL/X

## JJ (Новая Зеландия; 1984—1987)
В Новой Зеландии второе поколение Holden Camira продавалось под индексом JJ.

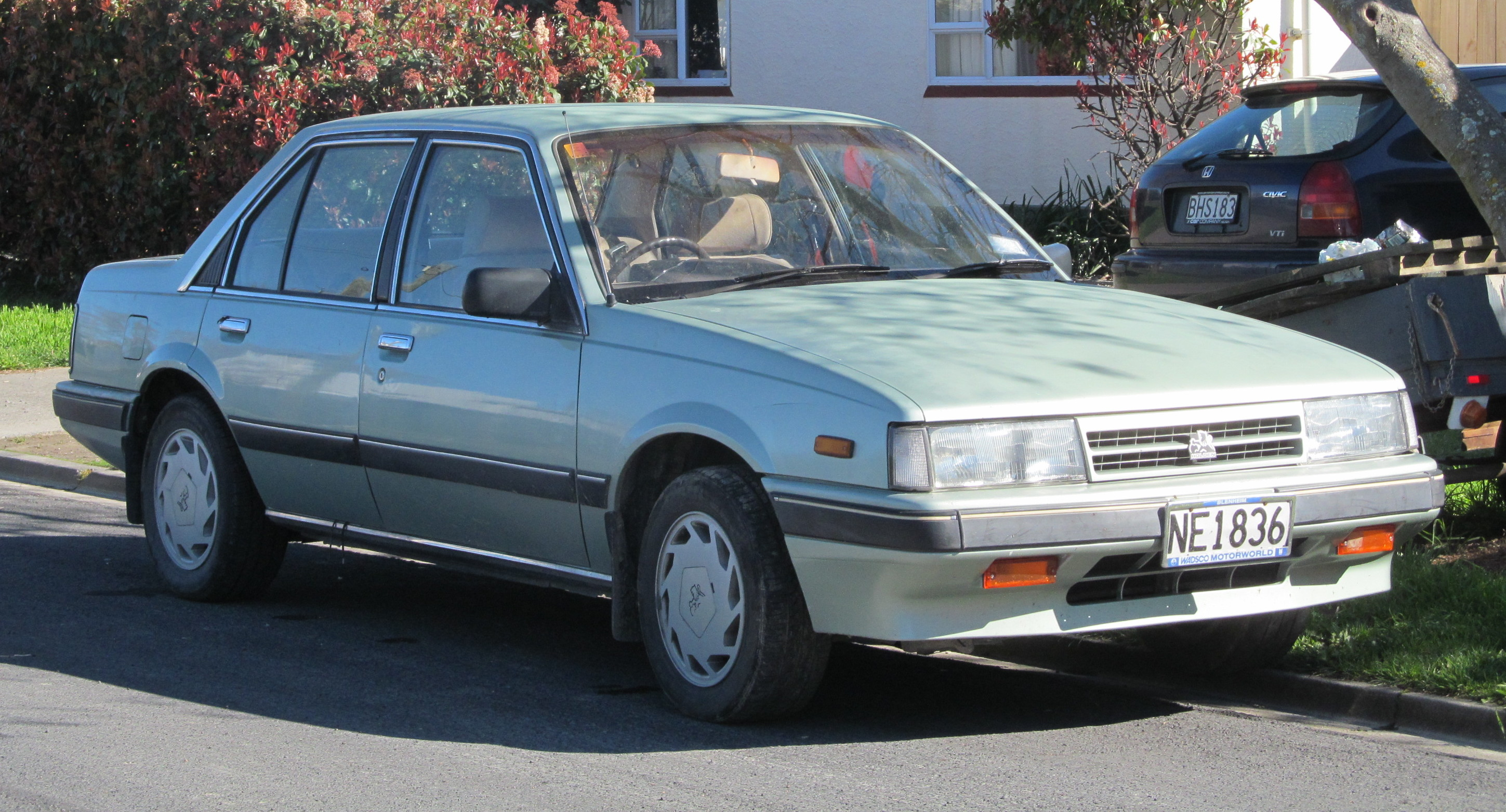
Вид спереди
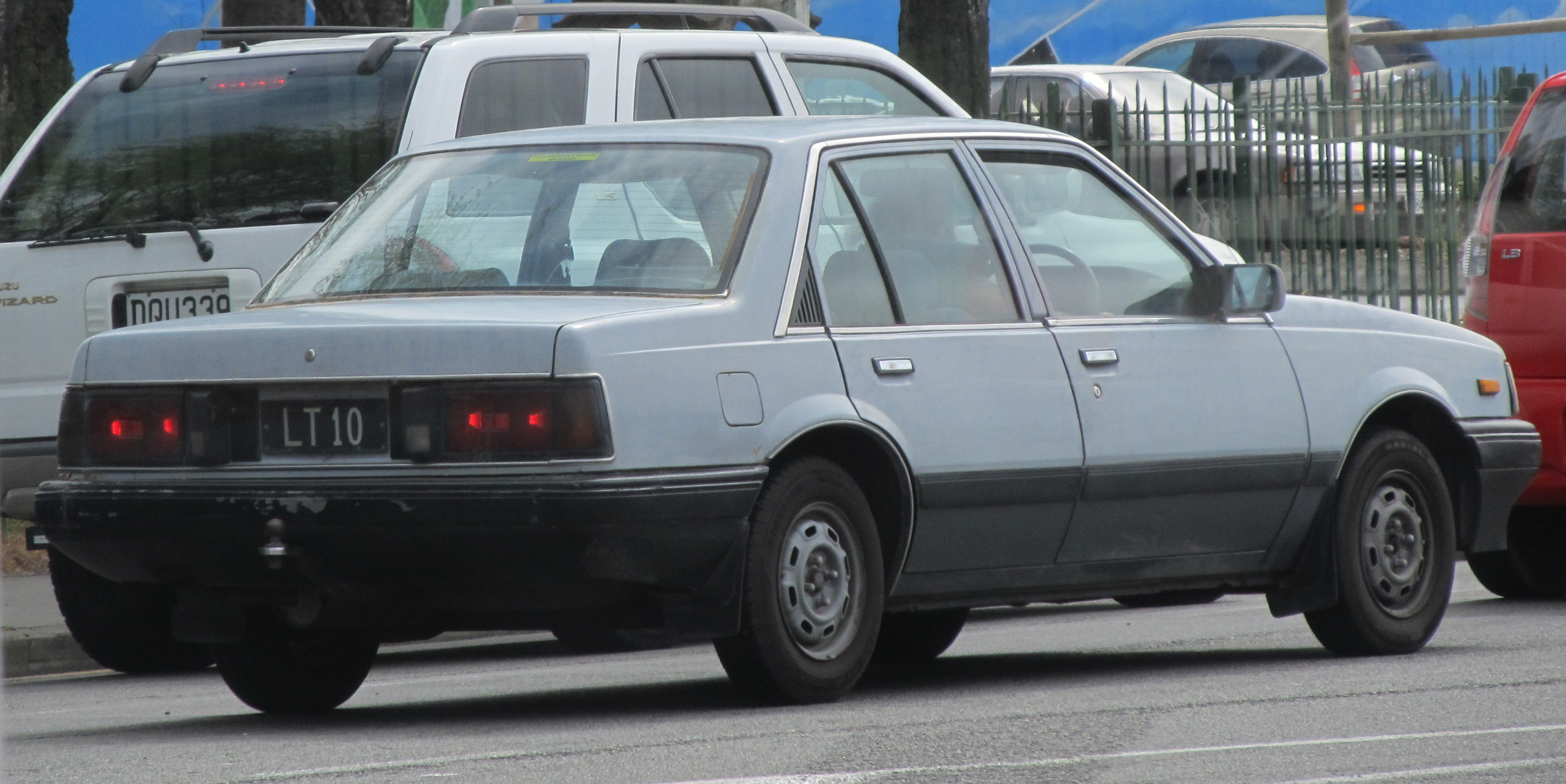
Вид сзади

## JE (1987—1989)
Представленная в апреле 1987 года серия JE являлась последней серией Holden Camira. Автомобили оснащались 2,0-литровым бензиновым двигателем мощностью 85 кВт (114 л. с.) при 5200 об/мин и крутящим моментом 176 Н⋅м при 3200 об/мин. Двигатель сочетался в паре с пятиступенчатой механической или трёхступенчатой автоматической трансмиссией. Комплектации — SL, SLX, Executive, SLE, Vacationer, SLi 2000 и Formula. В августе 1989 года Holden Camira был снят с производства и заменён моделью Holden Apollo.

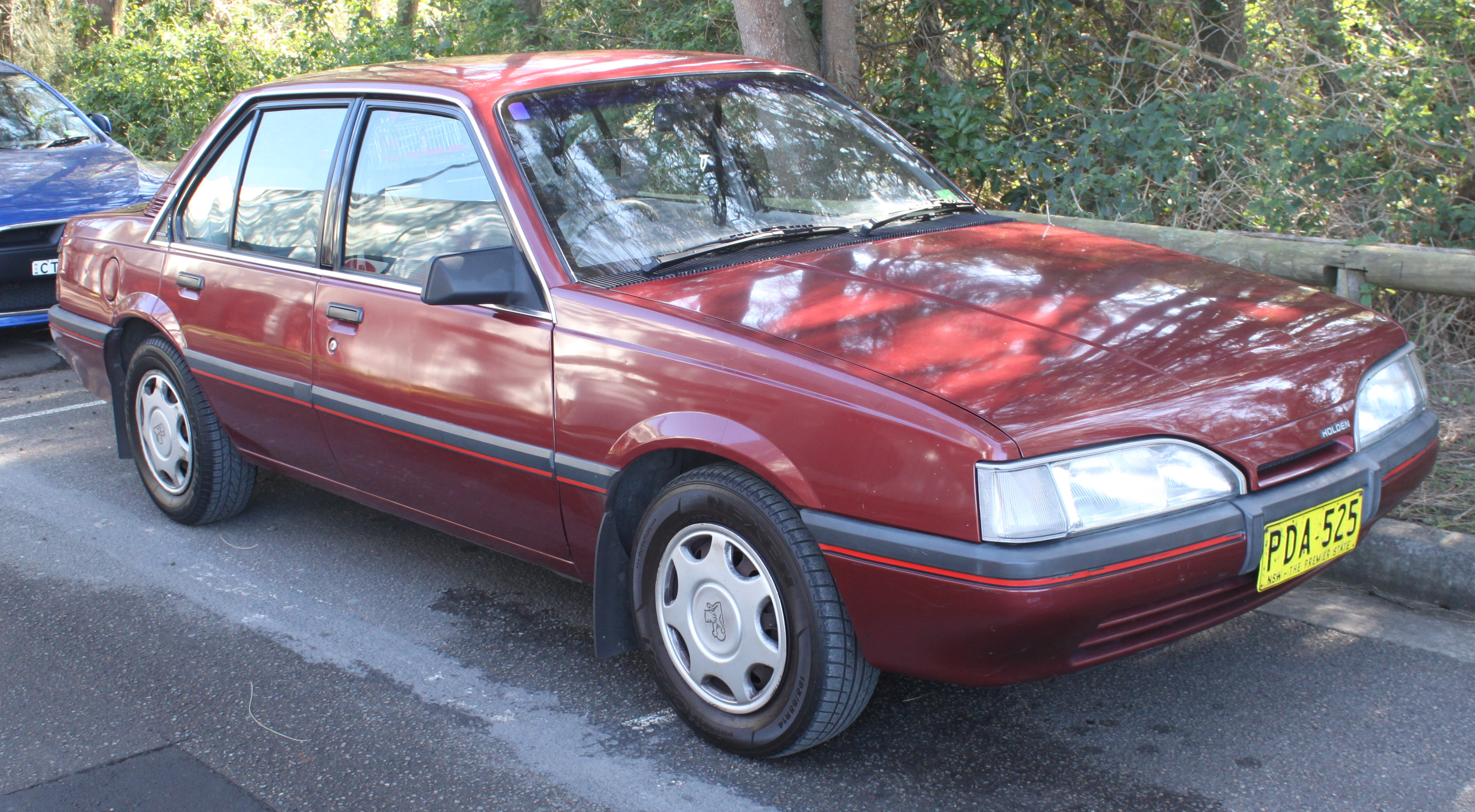
Holden JE Camira SLX Executive
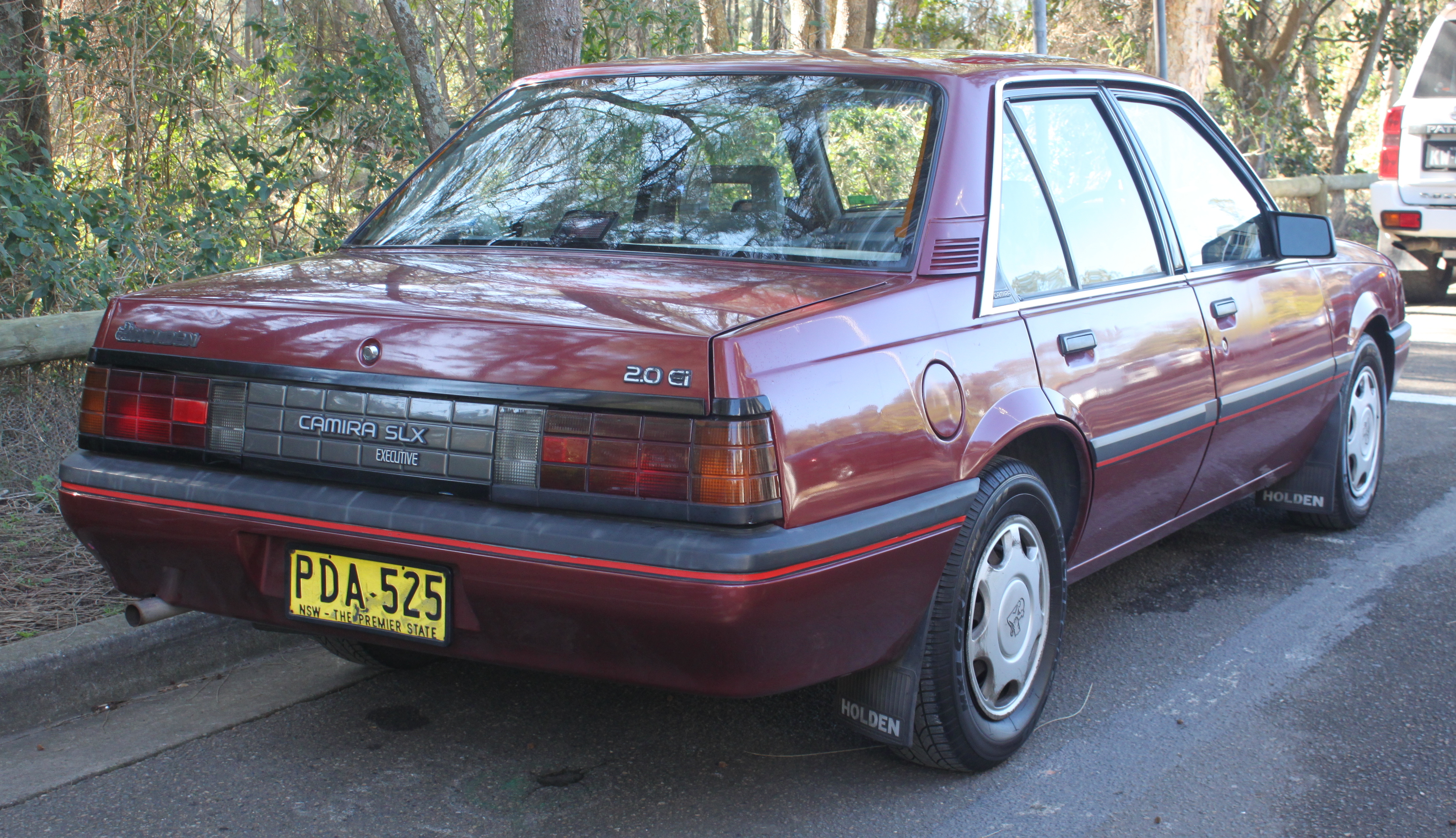
1988 Holden Camira (JE) SLX Executive
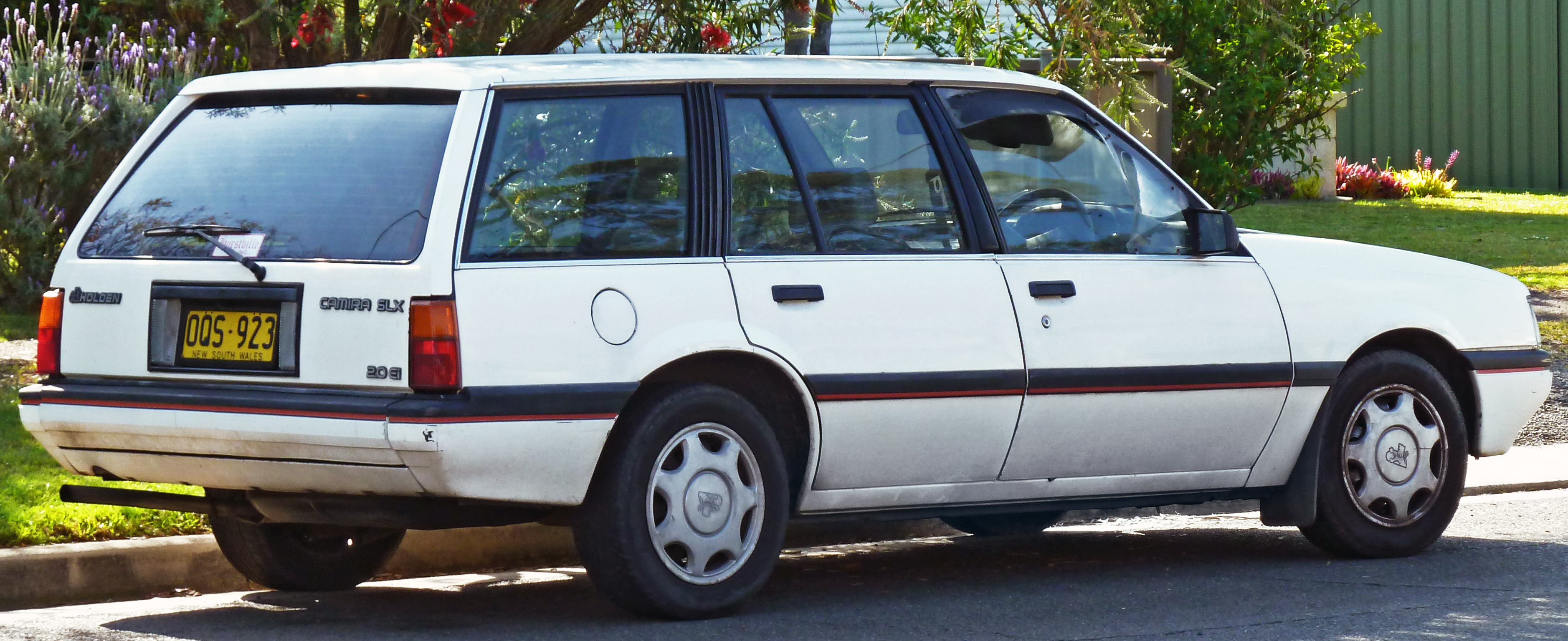
1987—1989 Holden Camira (JE) SL/X
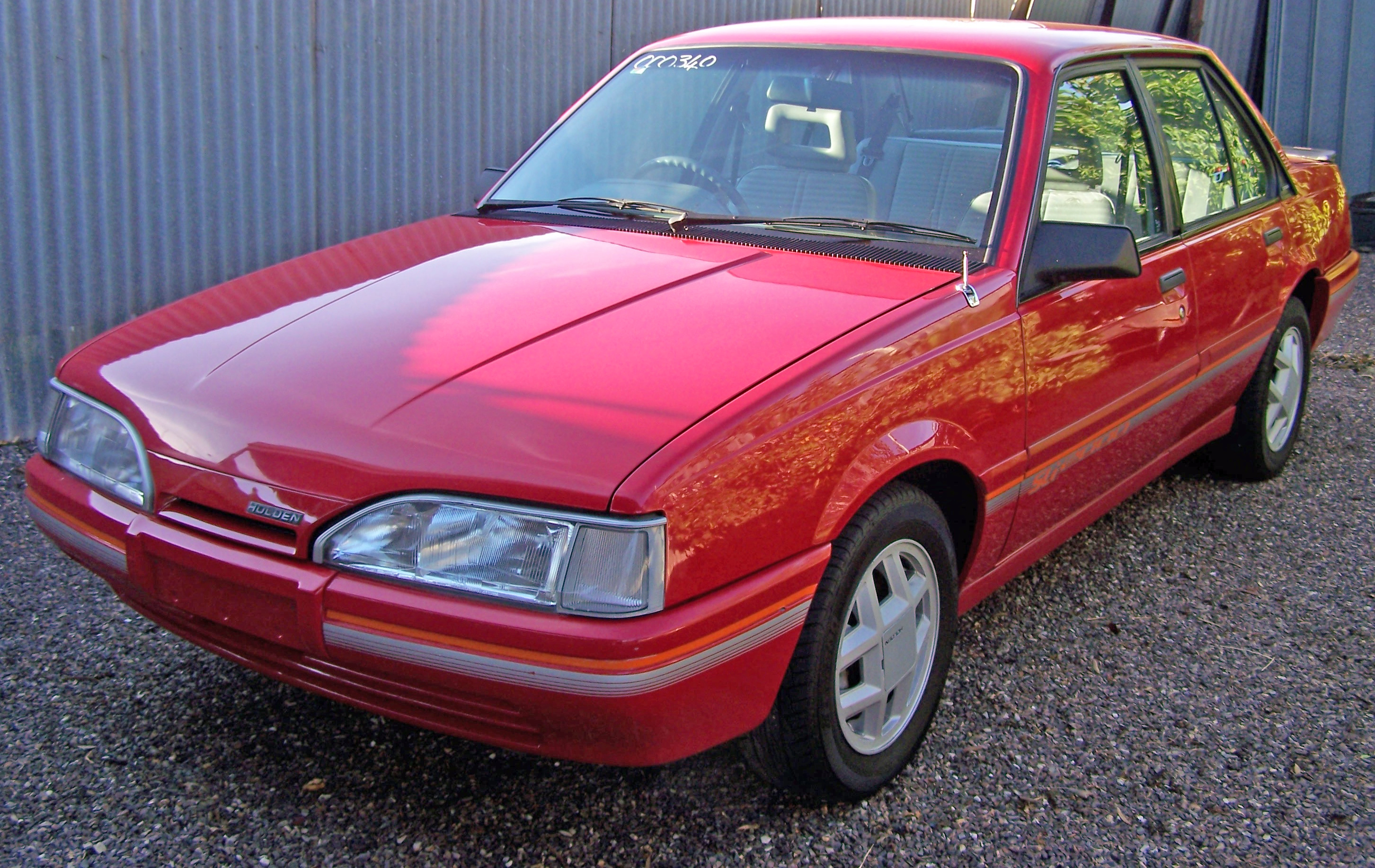
Holden Camira (JE) SLi 2000